# Verwaltungsgemeinschaft Wittislingen
Die Verwaltungsgemeinschaft Wittislingen liegt im schwäbischen Landkreis Dillingen an der Donau und wird von folgenden Gemeinden gebildet:
1. Mödingen, 1424 Einwohner, 23,03 km²
2. Wittislingen, Markt, 2556 Einwohner, 17,41 km²
3. Ziertheim, 1095 Einwohner, 20,81 km²

Sitz der Verwaltungsgemeinschaft ist Wittislingen.